# Sidnei dos Santos
Sidnei dos Santos Júnior, soprannominato Sidão (São Caetano do Sul, 9 luglio 1982), è un ex pallavolista brasiliano.
Giocava nel ruolo di centrale.

## Carriera
La carriera di Sidnei dos Santos inizia all'età di quattordici anni, quando supera il provino per entrare a far parte dell'Esporte Clube Banespa. Resta legato al club per cinque stagioni, durante le quali si aggiudica due volte il Campionato Paulista. Dopo due stagioni con il Clube Bochófilo ed una con lo Sport Club Ulbra, viene ingaggiato per la stagione 2005-06 dal Cimed Esporte Clube, col quale vince per la prima volta la Superliga brasiliana, ricevendo anche il premio di miglior muro del campionato. Al termine della stagione viene convocato per la prima volta in nazionale, debuttando nella World League 2006, tuttavia senza prendere parte alla fase finale, come accade anche nell'edizione successiva.
Dalla 2006-07 alla stagione 2008-09 gioca all'estero, vestendo la maglia della Pallavolo Modena nella Serie A1 italiana; nel corso delle tre stagioni non vince alcun titolo nazionale, però si aggiudica la Challenge Cup 2007-08. Nel 2009 entra in pianta stabile in nazionale, aggiudicandosi nell'ordine World League, campionato sudamericano e Grand Champions Cup.
Nella stagione 2009-10 rientra in Brasile per giocare nel Serviço Social da Indústria SP, col quale si aggiudica subito la Coppa San Paolo ed il campionato statale. Nel 2010 con la nazionale vince nuovamente la World League e si aggiudica il campionato mondiale. Dopo altre due vittorie nella Coppa San Paolo ed un altro Campionato Paulista, nella stagione 2010-11 vince il suo secondo scudetto, venendo premiato anche questa volta come miglior muro della competizione. Questa vittoria gli permette di partecipare e vincere il campionato sudamericano per club 2011. Nel 2011 con la nazionale è finalista alla World League, mentre si aggiudica il campionato sudamericano e grazie a questo successiva si qualifica per la Coppa del Mondo, dove il Brasile chiude in terza posizione. Nella stagione 2011-12 vince il suo quinto titolo paulista, mentre in campionato perde la finale scudetto contro l'Associação Social e Esportiva Sada. Nel 2012 partecipa ai Giochi della XXX Olimpiade, vincendo la medaglia d'argento, mentre un anno dopo è finalista nuovamente in World League, risultato bissato anche nell'edizione 2014, e vincitore al campionato sudamericano, dove viene premiato come MVP, e alla Grand Champions Cup, oltre ad ottenere la medaglia d'argento al campionato mondiale 2014.

## Palmarès

### Club
- Campionato brasiliano: 2

2005-06, 2010-11
- Campionato Paulista: 6

2000, 2001, 2009, 2011, 2012, 2013
- Coppa San Paolo: 3

2009, 2010, 2011
- Campionato sudamericano per club: 1

2011
- Challenge Cup: 1

2007-08

### Nazionale (competizioni minori)
- Memorial Hubert Wagner 2010

### Premi individuali
- 2006 - Superliga brasiliana: Miglior muro
- 2011 - Superliga brasiliana: Miglior muro
- 2013 - Campionato sudamericano: Miglior centrale
- 2013 - Campionato sudamericano: MVP